# Établissements Snoeck
Établissements Snoeck war ein belgischer Hersteller von Automobilen aus Ensival. Der Markenname lautete Snoeck.

## Unternehmensgeschichte
Das Unternehmen wurde 1859 von Albert Snoeck gegründet und produzierte Textilmaschinen. 1899 wurde mit dem französischen Automobilhersteller De Riancey ein Lizenzabkommen zur Produktion von Automobilen abgeschlossen. Es ist allerdings unklar, ob tatsächlich Automobile nach Lizenz De Riancey produziert wurden. Bereits im gleichen Jahr entstanden Fahrzeuge nach Lizenz des französischen Automobilherstellers Bolide. Ende 1902 endete die Produktion von Kraftfahrzeugen. Im Bereich der Textilmaschinen war das Unternehmen bis 1976 aktiv.

## Fahrzeuge
Die Modelle nach Lizenz Bolide waren wahlweise mit Zweizylindermotoren oder Vierzylindermotoren ausgestattet. Im März 1902 wurden auf einer Ausstellung in Brüssel der Kleinwagen 8,5 CV mit einem Zweizylindermotor, Dreiganggetriebe und Kardanantrieb, die größeren Modelle 12 CV, 16 CV und 24 CV ebenfalls mit Kardanantrieb sowie zwei Lastwagenmodelle vorgestellt.